# Glücksgefühle (Album)
Glücksgefühle ist das dritte Studioalbum der Schweizer Schlagersängerin Beatrice Egli. Es erschien im Mai 2013 beim Plattenlabel Polydor. Das Album wurde von Dieter Bohlen produziert und enthält zwölf von Bohlen und Oliver Lukas geschriebene Lieder. Es erreichte in der Schweiz Platz eins und in Deutschland sowie Österreich Platz zwei der Hitparade.

## Titelliste
| #  | Titel                                    | Autor(en)                   | Produzent(en) | Länge |
| -- | ---------------------------------------- | --------------------------- | ------------- | ----- |
| 1  | Mein Herz                                | Dieter Bohlen, Oliver Lukas | Dieter Bohlen | 3:19  |
| 2  | Jetzt und hier für immer                 | Dieter Bohlen, Oliver Lukas | Dieter Bohlen | 3:29  |
| 3  | Verlieben, verloren, gelacht und geweint | Dieter Bohlen, Oliver Lukas | Dieter Bohlen | 3:20  |
| 4  | Ich geb Dir mein Ehrenwort               | Dieter Bohlen, Oliver Lukas | Dieter Bohlen | 3:22  |
| 5  | Ist doch alles egal                      | Dieter Bohlen, Oliver Lukas | Dieter Bohlen | 3:06  |
| 6  | Ja, wenn Du denkst...                    | Dieter Bohlen, Oliver Lukas | Dieter Bohlen | 4:05  |
| 7  | Flieg nicht so nah ans Licht             | Dieter Bohlen, Oliver Lukas | Dieter Bohlen | 3:21  |
| 8  | Unzertrennlich                           | Dieter Bohlen, Oliver Lukas | Dieter Bohlen | 3:07  |
| 9  | Das mit Dir                              | Dieter Bohlen, Oliver Lukas | Dieter Bohlen | 3:21  |
| 10 | Diese Nacht hat 1000 Stunden             | Dieter Bohlen, Oliver Lukas | Dieter Bohlen | 3:28  |
| 11 | Zum Teufel mit Dir                       | Dieter Bohlen, Oliver Lukas | Dieter Bohlen | 3:27  |
| 12 | Tausend Mal                              | Dieter Bohlen, Oliver Lukas | Dieter Bohlen | 3:10  |

## Singleauskopplungen
Beatrice Egli konnte sich mit ihrer Interpretation des von Dieter Bohlen komponierten Schlagers Mein Herz gegen ihre Konkurrentin Lisa Wohlgemuth durchsetzen und siegte in der 10. Staffel von Deutschland sucht den Superstar. Das Lied erreichte in der ersten Woche auf Anhieb Platz eins der deutschen Singlecharts.

## Rezeption

### Rezensionen
Dani Fromm, Musikkritikerin von laut.de, schrieb zusammenfassend zu den Titeln des Albums: „[…] Stattdessen setzt es – mit einer einzigen Ausnahme im langsamen Walzertakt – immer den gleichen Mitklatsch-Vierviertel-Takt. Immer die gleichen schäbigen Synthies von der Resterampe. Kein Tropfen Herzblut, kein Funken Seele, keine einzige zündende Idee.“

### Chartplatzierungen
| ChartsChartplatzierungen | Höchstplatzierung | Wochen |
| ------------------------ | ----------------- | ------ |
| Deutschland (GfK)        | 2 (37 Wo.)        | 37     |
| Österreich (Ö3)          | 2 (54 Wo.)        | 54     |
| Schweiz (IFPI)           | 1 (62 Wo.)        | 62     |

| ChartsJahrescharts (2013) | Platzierung |
| ------------------------- | ----------- |
| Deutschland (GfK)         | 12          |
| Österreich (Ö3)           | 5           |
| Schweiz (IFPI)            | 1           |

| ChartsJahrescharts (2014) | Platzierung |
| ------------------------- | ----------- |
| Österreich (Ö3)           | 65          |
| Schweiz (IFPI)            | 88          |

### Auszeichnungen für Musikverkäufe
| Land/Region        | Auszeichnungen für Musikverkäufe (Land/Region, Auszeichnung, Verkäufe) | Verkäufe |
| ------------------ | ---------------------------------------------------------------------- | -------- |
| Deutschland (BVMI) | 2× Platin                                                              | 400.000  |
| Österreich (IFPI)  | 2× Platin                                                              | 30.000   |
| Schweiz (IFPI)     | Platin                                                                 | 20.000   |
| Insgesamt          | 5× Platin ·                                                            | 450.000  |